# Jean-Jacques Jégou
Pour les articles homonymes, voir Jégou.
Jean-Jacques Jégou, né le 24 mars 1945 à Versailles, est un chef d'entreprise et homme politique français, député puis sénateur centriste du Val-de-Marne.

## Biographie
Chef d'entreprise de profession, Jean-Jacques Jégou est élu sénateur du Val-de-Marne le 26 septembre 2004. Le 23 juin 2009, il est nommé trésorier du MoDem par François Bayrou en remplacement de Michel Mercier, entré au gouvernement.
Au Sénat, il est vice-président de la commission des finances, membre de la commission spéciale chargée du contrôle des comptes et de l'évaluation interne, membre du comité de surveillance de la caisse d'amortissement de la dette sociale, membre de la commission des comptes de la sécurité sociale, membre du conseil de surveillance de la caisse nationale d'assurance vieillesse des travailleurs salariés, membre du conseil de surveillance du fonds de réserve pour les retraites, membre du conseil supérieur de la participation, membre du conseil supérieur des prestations sociales agricoles et membre du haut conseil pour l'avenir de l'assurance maladie.
En parallèle, il est membre de la section française de l'Assemblée parlementaire de la francophonie (APF), membre du comité de surveillance du fonds de financement des prestations sociales des non salariés agricoles, membre de la commission d'évaluation des dispositifs de défiscalisation et d'exonération des cotisations sociales outre-mer et membre du conseil d'orientation des retraites.
Il n'est pas réélu lors des élections sénatoriales de 2011.
Resté fidèle à François Bayrou et dans le prolongement de ses fonctions de trésorier national du MoDem, il est nommé mandataire financier du candidat pour l'élection présidentielle de 2012.

## Affaire judiciaire
Après six ans d’instruction, le procès s'ouvre le 16 octobre 2023, devant les juges de la 11e chambre du tribunal correctionnel de Paris, pour « complicité » ou « recel de détournement de fonds publics ». Sont concernés en tant que personnes morales, le MoDem et son prédécesseur, l’Union pour la démocratie française, aussi François Bayrou, Jean-Luc Bennahmias, Janelly Fourtou, Michel Mercier, et trois cadres du parti,.
Jean-Jacques Jegou, en tant que trésorier du MoDem, est condamné à douze mois de prison avec sursis, 10 000 euros d’amende et 2 ans d’inéligibilité avec sursis.

## Détail des mandats
- 1983-2014 : Maire du Plessis-Trévise
- 1986-2002 : Député du Val-de-Marne
- Conseiller général du Val-de-Marne
- 2004-2011 : Sénateur du Val-de-Marne
- 2008-2014 : Vice-président de la communauté d'agglomération du Haut Val-de-Marne
- Depuis 2014 : Conseiller municipal du Plessis-Trévise
- 2014-2015 : Président de la communauté d'agglomération du Haut Val-de-Marne
- Depuis 2016 : Premier vice-président de l'Établissement public territorial Grand Paris Sud Est Avenir